# Campeonato Europeo de Esgrima de 2006
El XIX Campeonato Europeo de Esgrima se realizó en Esmirna (Turquía) entre el 4 y el 9 de julio de 2006 bajo la organización de la Confederación Europea de Esgrima (CEE) y la Federación Turca de Esgrima.
Las competiciones se realizaron en el pabellón deportivo Halkapınar de la ciudad turca.

## Medallistas

### Masculino
| Evento              | Oro                                                                            | Plata                                                                               | Bronce                                                                             |
| ------------------- | ------------------------------------------------------------------------------ | ----------------------------------------------------------------------------------- | ---------------------------------------------------------------------------------- |
| Florete individual  | Ralf Bißdorf · Alemania                                                        | Richard Kruse Reino Unido                                                           | Brice Guyart · Francia · Benjamin Kleibrink · Alemania                             |
| Florete por equipos | Sébastien Coutant Brice Guyart Grégory Koenig Térence Joubert Francia          | Wojciech Szuchnicki · Radosław Glonek · Sławomir Mocek · Michał Majewski · Polonia  | Andrei Deyev · Yuri Molchan · Serguei Tijonov · Dmitri Petrov · Rusia              |
| Espada individual   | Iván Kovács · Hungría                                                          | Bastien Sicot Francia                                                               | Pavel Kolobkov · Rusia · Alfredo Rota · Italia                                     |
| Espada por equipos  | Gábor Boczkó · Iván Kovács · Géza Imre · Attila Fekete · Hungría               | Robert Andrzejuk · Krzysztof Mikołajczak · Tomasz Motyka · Adam Wiercioch · Polonia | Stefano Carozzo · Alfredo Rota · Paolo Milanoli · Diego Confalonieri · Italia      |
| Sable individual    | Alexei Yakimenko · Rusia                                                       | Volodymyr Lukashenko · Ucrania                                                      | Julien Pillet · Francia · Florin Zalomir · Rumania                                 |
| Sable por equipos   | Mihai Covaliu · Rareș Dumitrescu · Constantin Sandu · Florin Zalomir · Rumania | Zsolt Nemcsik · Tamás Decsi · Balázs Lengyel · Balázs Lontay · Hungría              | Alexei Yakimenko · Alexei Frosin · Stanislav Pozdniakov · Nikolai Kovaliov · Rusia |

### Femenino
| Evento              | Oro                                                                                     | Plata                                                                        | Bronce                                                                                  |
| ------------------- | --------------------------------------------------------------------------------------- | ---------------------------------------------------------------------------- | --------------------------------------------------------------------------------------- |
| Florete individual  | Yana Ruzavina · Rusia                                                                   | Elisa Di Francisca · Italia                                                  | Claudia Pigliapoco · Italia · Anna Rybicka · Polonia                                    |
| Florete por equipos | Svetlana Boiko · Yuliya Jakimova · Yana Ruzavina · Aida Shanayeva · Rusia               | Roxana Scarlat · Cristina Ghiță · Cristina Stahl · Andreea Andrei · Rumania  | Karolina Chlewińska · Sylwia Gruchała · Magdalena Mroczkiewicz · Anna Rybicka · Polonia |
| Espada individual   | Claudia Bokel · Alemania                                                                | Tatiana Logunova · Rusia                                                     | Anca Băcioiu · Rumania · Nadiya Kazimirchuk · Ucrania                                   |
| Espada por equipos  | Ana Maria Brânză · Loredana Iordăchioiu · Iuliana Măceșeanu · Anca Băcioiu · Rumania    | Adrienn Hormay · Tímea Nagy · Emese Szász · Hajnalka Tóth · Hungría          | Claudia Bokel · Imke Duplitzer · Britta Heidemann · Marijana Marković · Alemania        |
| Sable individual    | Sofia Velikaya · Rusia                                                                  | Olha Jarlan · Ucrania                                                        | Ilaria Bianco · Italia · Bogna Jóźwiak · Polonia                                        |
| Sable por equipos   | Sofia Velikaya · Yekaterina Fedorkina · Yekaterina Diachenko · Yelena Nechayeva · Rusia | Bogna Jóźwiak · Aleksandra Socha · Irena Więckowska · Lidia Sołtys · Polonia | Anne-Lise Touya Solène Mary Léonore Perrus Cécile Argiolas Francia                      |

## Medallero
| Núm. | País        | Oro | Plata | Bronce | Total |
| ---- | ----------- | --- | ----- | ------ | ----- |
| 1    | Rusia       | 5   | 1     | 3      | 9     |
| 2    | Hungría     | 2   | 2     | 0      | 4     |
| 3    | Rumania     | 2   | 1     | 2      | 5     |
| 4    | Alemania    | 2   | 0     | 2      | 4     |
| 5    | Francia     | 1   | 1     | 3      | 5     |
| 6    | Polonia     | 0   | 3     | 3      | 6     |
| 7    | Ucrania     | 0   | 2     | 1      | 3     |
| 8    | Italia      | 0   | 1     | 4      | 5     |
| 9    | Reino Unido | 0   | 1     | 0      | 1     |
|      | TOTAL       | 12  | 12    | 18     | 42    |